# Franchot Tone

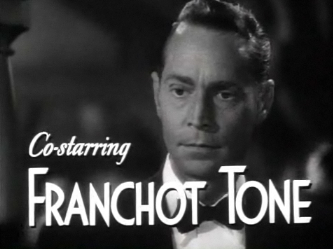
Franchot Tone i trailen för filmen Gift er flickor.

Franchot Tone, född 27 februari 1905 i Niagara Falls i delstaten New York, död 18 september 1968 i New York, var en amerikansk skådespelare, regissör och filmproducent.
Tone var gift fyra gånger. Första gången med Joan Crawford 1935–1939, med vilken han gjorde flera filmer. Han fick sedan två barn i sitt äktenskap med Jean Wallace.

## Filmografi
- Shadow Over Elveron (1968)
- Attentat planeras (1968)
- Första segern (1965)
- See How They Run (1965)
- Mickey One (1965)
- Kom så älskar vi (1963)
- Storm över Washington (1962)
- Här kommer brudgummen (1951)
- Döden lägger pussel (1949)
- Mannen i Eiffeltornet (1949)
- Gift er flickor (1948)
- Nästa man till rakning (1947)
- Smekmånad i Mexico (1947)
- Skuggad av gangsters (1947)
- Är jag gift eller ej ? (1947)
- Pilot 5 (1945)
- Osvuret är bäst (1945)
- För hans skull (1945)
- Timmen före gryningen (1944)
- Phantom Lady (1944)
- Mörka vatten (1944)
- Roligt nästan jämt (1943)
- Hon som kom köksvägen (1943)
- Vägen till Cairo (1943)
- The Wife Takes a Flyer (1942)
- Stjärnbaneret (1942)
- Flicka på kärleksstigen (1941)
- Det stora äventyret (1941)
- Härligt men farligt (1941)
- En västerns kavaljer (1940)
- En modern askunge (1938)
- Love is a Headache (1938)
- Kamrater (1938)
- 3 friare söka fästmö (1938)
- Glada syndare (1937)
- Den moderna Eva (1937)
- Den muntra maskeraden (1937)
- Man gav honom vapen (1937)
- Mellan två kvinnor (1937)
- En brud i rött (1937)
- Tillbaka till livet (1936)
- I moralens namn (1936)
- Cissy (1936)
- Suzy (1936)
- Den ödesdigra timmen (1936)
- Inga fler kvinnor (1935)
- 309 med omnejd (1935)
- Hjärter i trumf (1935)
- En Bengalisk lansiär (1935)
- Myteri (1935)
- Gentlemen Are Born (1934)
- Flickan från Moulin Rogue (1934)
- Vackra Sadie McKee (1934)
- Exclusive Story (1934)
- En ängel med temperament (1934)
- Världen går sin gång (1934)
- Den dansande venus (1933)
- Gabriel over the White House (1933)
- Midnight Mary (1933)
- Sådan är hon! (1933)
- The Stranger's Return (1933)
- I dag lever vi! (1933)
- Bombshell (1933)
- Akta er för gnistor (1933)